# Hirofumi Watanabe
Hirofumi Watanabe (渡部 博文, Watanabe Hirofumi), né le 7 juillet 1987 à Nagai, est un footballeur japonais évoluant au poste de défenseur au Renofa Yamaguchi FC.

## Biographie
Hirofumi Watanabe commence sa carrière professionnelle au Kashiwa Reysol. Afin de gagner du temps de jeu, il est prêté lors de l'année 2011 au club de Tochigi.
Le 1er janvier 2013, Watanabe remporte la Coupe du Japon avec le Kashiwa Reysol, en battant en finale le club du Gamba Osaka. Commençant la rencontre comme titulaire, il inscrit le but de la victoire à la 35e minute de jeu.
Le 4 janvier 2021, le Renofa Yamaguchi FC annonce la signature de Watanabe.

## Palmarès
- Champion de J-League 2 en 2010 avec le Kashiwa Reysol
- Vainqueur de la Coupe du Japon en 2012 avec le Kashiwa Reysol
- Vainqueur de la Coupe de l'Empereur en 2019 avec le Vissel Kobe
- Vainqueur de la Supercoupe du Japon de football en 2020 avec le Vissel Kobe